# بروكفيل (أونتاريو)
بروكفيل، أونتاريو (بالإنجليزية: Brockville)‏ هي مدينة كندية تقع في مقاطعة أونتاريو. تبلغ مساحة هذه المدينة 20.7375 (كم²)، ويبلغ عدد سكانها 21957 نسمة حسب إحصاء سنة 2006 م، بينما كان يسكنها 21375 نسمة في سنة 2001 م. تحتل هذه المدينة المرتبة رقم 171 بين مدن كندا حسب عدد السكان والمرتبة رقم 66 في المقاطعة. نما عدد السكان في هذه المدينة بنسبة (2.7) بين العامين المذكورين.

## توأمة
لبروكفيل (أونتاريو) اتفاقيات توأمة مع:
- أونتاريو

## أعلام
- ألبرت نورتن ريتشاردز
- بن هولينجسورث
- آرثر تشارلز هاردي
- إليزابيث كرايغ
- بيتي هيوز
- هنري جيمس مورغان
- جيم جوردن
- كونلن مكابي
- بين هوتون

## وصلات خارجية
- الأطلس الحكومي لكندا
- إحصاءات كندا مع ساعة تعداد السكان